# Poliovírus
O poliovírus pertence ao género enterovírus, da família Picornaviridae. É o agente que causa a poliomielite nos humanos. É dos vírus mais simples, com apenas um RNA de cadeia simples em sentido positivo, sem envelope, com uma cápside de proteína icosaédrica de 30nm.
É um pequeno vírus de ácido ribonucleico com cerca de 300 Angström de diâmetro, cujo genoma é composto por uma cadeia simples de ARN em sentido positivo e contém cerca de 7500 bases de longitude. O poliovírus foi isolado em 1908 por Karl Landsteiner e Erwin Popper. Em 1981, o genoma do poliovírus foi publicado por dois grupos diferentes de investigadores, um do MIT e outro da Universidade de Nova Iorque. Devido ao seu genoma curto e à sua composição simples (apenas uma molécula de ARN e uma cápside de proteína icosaédrica sem envelope), o poliovírus é considerado um dos vírus mais simples.

## Ciclo de vida
O poliovírus infecta as células humanas através da junção com um receptor semelhante ao da imunoglobulina CD155 (também conhecido como receptor do poliovírus [PVR]) na superfície da célula humana. A interacção entre o poliovírus e o CD155 promove uma troca irreversível da partícula necessária para a entrada viral. O método utilizado pelo poliovírus para entrar na célula hóspede não está completamente dirimido. Pensa-se que, uma vez unido à membrana celular, a entrada do ácido nucleico viral pode ocorrer de duas formas: através da formação de um poro na membrana por onde o ARN viral é "injectado" para dentro do citoplasma, ou o vírus entra por endocitose induzida pelo receptor. Em qualquer um destes métodos, a estratégia de penetração do poliovírus é muito ineficiente. Este só consegue iniciar uma infecção em 1% dos casos. O poliovírus é um vírus ARN monocatenario positivo. O genoma contido na partícula viral pode ser usado como ARN mensageiro e imediatamente traduzido pela célula hóspede. Ao entrar, o vírus sequestra o mecanismo de tradução celular causando a inibição da síntese de proteínas celulares, favorecendo assim a produção de proteínas específicas do vírus. Contrariamente ao que acontece no ARN mensageiro celular, o extremo 5' do ARN do poliovírus é extremamente longo, com cerca de 700 nucleótidos, e é altamente estruturado. Esta região do genoma chama-se sítio interno de entrada do ribossoma (IRES) e controla a transcrição do ARN viral. As mutações genéticas nesta área impedem a produção de proteínas virais.
O ARN mensageiro é transcrito num longo polipeptídeo. Este polipeptídeo é auto-clivado por proteases internas em aproximadamente 10 proteínas virais individuais, entre as quais se incluem:
- 3Dpol, um ARN dependente de ARN polimerase, que permite ao ARN genómico do pólio ser copiado dentro da célula hóspede
- 2Apro e 3Cpro/3CDpro, proteases que clivam o polipeptídio viral
- VPg (3B), uma proteína pequena que se funde com o ARN viral que é necessária para a síntese de cadeias de ARN virais positivas e negativas
- 2BC, 2B, 2C, 3AB, 3A, 3B proteínas que compõem o complexo de proteínas necessário para a replicação viral
- VP0, VP1, VP2, VP3, VP4 proteínas da cápside viral

A formação de novas partículas de vírus, (por exemplo, o armazenamento de genomas de descendência em cápsides que podem sobreviver fora da célula hospedeira) não é inteiramente compreendida. O poliovírus completamente formado abandona o seu hospedeiro 4 a 6 horas depois do início da infecção. O mecanismo de saída dos vírus da célula é pouco claro, mas cada uma delas antes de morrer pode lançar mais de 10 000 viriões de pólio.

## Patogénese

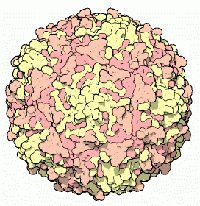
Representação da estrutura do vírus.

A infecção pelo poliovírus está limitada pela expressão do receptor CD155, que se encontra sozinho nas células humanas, primatas superiores, e o macaco do Velho Mundo. O poliovírus é, no entanto, estritamente um patogénico humano e não infecta de forma natural nenhuma outra espécie.
Normalmente, a infecção através do poliovírus acarreta a replicação do vírus dentro do trato gastrointestinal e a posterior excreção do vírus nas fezes. Em 95% dos casos só se produz a presença primária, transactora do vírus na corrente sanguínea (chamada viremia) e a infecção pelo poliovírus é assintomática.Em cerca de 5% dos casos, o vírus dissemina-se e replica-se noutros sítios como gordura castanha, sistema reticuloendotelial e músculo. Esta replicação causa viremia secundária e conduz ao desenvolvimento de sintomas menores como a febre, cefaleia e dor de garganta.
Em cerca de 1 a 2% de infecções por poliovírus, o vírus entra no sistema nervoso central e replica-se no neurónio motor localizado na espinal medula, tronco cerebral ou cortéx motor, resultando na destruição selectiva de neurónios motores, o que causa paralisia temporária ou permanente, e em casos raros, paragem respiratória e morte. Em muitos aspectos, a fase neurológica da infecção pode ser considerada como um desvio acidental da infecção gastrointestinal. Os mecanismos pelos quais o poliovírus se dissemina para o sistema nervoso central são pouco conhecidos, no entanto, surgiram duas teorias para explicar o percurso do vírus.
A primeira hipótese é a de que o vírus passa directamente do sangue para o sistema nervoso central cruzando a barreira hematoencefálica, sem se unir ao seu receptor celular CD 155. A segunda hipótese sugere que o vírus é transportado do músculo para a espinal medula através de transporte axonal retrógado. Ambas as teorias requerem que o vírus esteja presente no sangue e já se demonstrou que o poliovírus pode unir-se e replicar-se em monócitos, que podem então estar envolvidos na disseminação do vírus dos sítios primários de infecção (o intestino) à circulação e potencialmente ao sistema nervoso central.

### Patologia
Após 7 a 14 dias incubando o poliovírus pode passar a corrente sanguínea (viremia) e causar :
- Infecção subclínica, que se cura quase sem causar sintomas e sem deixar sequelas (90 a 95%)
- Quadro febril leve, com sintomas de gripe (4 a 8%)
- Infecção do sistema nervoso, podendo causar poliomielite com paralisia permanente (menos de 2%)

### Diagnóstico
Pode ser isolado em uma amostra de fezes, retal ou de LCR. O LCR apresenta alterações típicas de meningite viral com linfocitose e um alto nível de proteínas. Ou por teste de neutralização com os serotipos de poliovírus endêmicos do local.

## Evasão ao sistema imunitário
O poliovírus utiliza dois mecanismos chave para evadir o sistema imunitário. Primeiro, é capaz de sobreviver nas condições de pH altamente ácido do trato gastrointestinal, permitindo ao vírus infectar o hóspede e disseminar-se pelo sistema linfático.Segundo, porque pode replicar-se muito rapidamente (o vírus carrega os órgãos do hóspede antes que se execute uma resposta imune). Em indivíduos imunes, os anticorpos contra o poliovírus estão nas amígdalas e trato gastrointestinal, (especificamente IgA)e são capazes de bloquear a replicação do poliovírus, anticorpos IgG e IgM (plasmáticos) contra o poliovírus podem prevenir a disseminação do vírus nos neurónios motor do sistema nervoso central.

## Serotipos
Existem três serotipos de poliovírus, PV1 (Mahoney), PV2 (Lansing), e PV3 (León), cada um com cápsides proteicas diferentes. O PV1 é a forma mais comum encontrada na natureza, no entanto, as três formas são bastante infecciosas. Os três tipos de poliovírus são estruturalmente semelhantes a outros enterovírus humanos como o vírus de Coxsackie, o echovirus, e o erinovírus, que também utilizam moléculas parecidas às imunoglobulinas para entrarem nas células hospedeiras. A infecção causada por um tipo de poliovírus não confere imunidade contra os outros tipos, no entanto, mais do que um ataque na mesma pessoa é extremamente raro.